# إل سولار
إل سولار (بالإسبانية: El Solar)‏ هو مصارع محترف مكسيكي، ولد في 25 مايو 1956 في Zacoalco de Torres ‏ في المكسيك.

## وصلات خارجية
- إل سولار على موقع شيردوغ (الإنجليزية)
- إل سولار على موقع CageMatch worker (الإنجليزية)
- إل سولار على موقع قاعدة بيانات المصارعة على الإنترنت (الإنجليزية)
- إل سولار على موقع IMDb (الإنجليزية)